# Торговый банк
Торговые банки (англ. merchant bank) — специализированные банки, возникшие в Великобритании в XVIII веке. Сначала эти банки занимались обслуживанием торговых сделок, акцептованием векселей, а также осуществляли функции посредников в первичном размещении ценных бумаг.
В настоящее время деятельность торговых банков крайне диверсифицирована и включает:
- ведение банковских счетов;
- финансирование внешней торговли;
- обслуживание слияний и поглощений;
- выпуск акций и их размещение;
- операции на фондовой бирже, рынке золота и валютном рынке;
- андеррайтинг на рынке ценных бумаг;
- венчурное финансирование;
- управление страховыми компаниями;
- товарные операции.

В современном виде торговые банки совмещают в себе черты инвестиционных и коммерческих банков.